# Luxegoederen

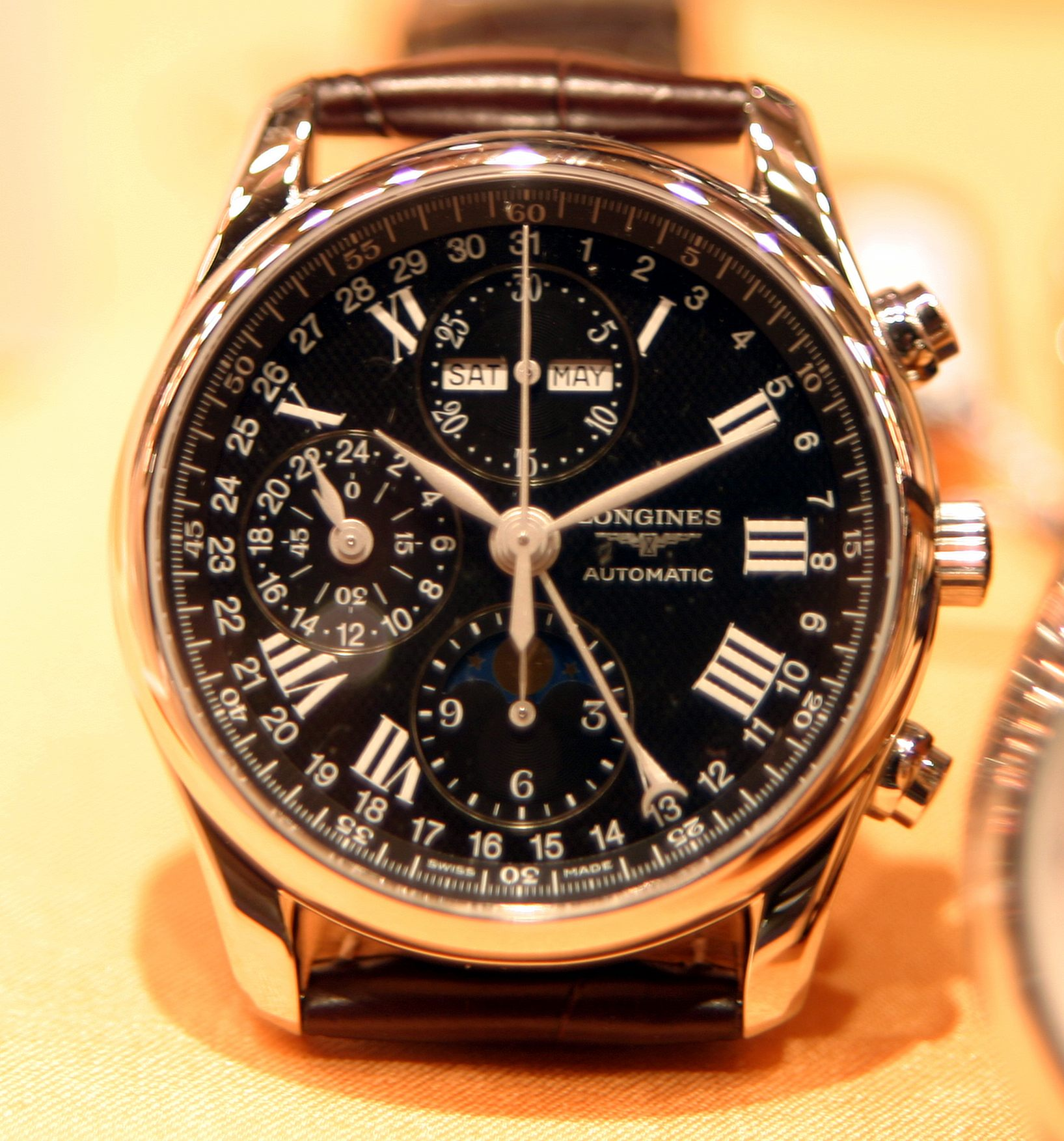
Horloge van Longines

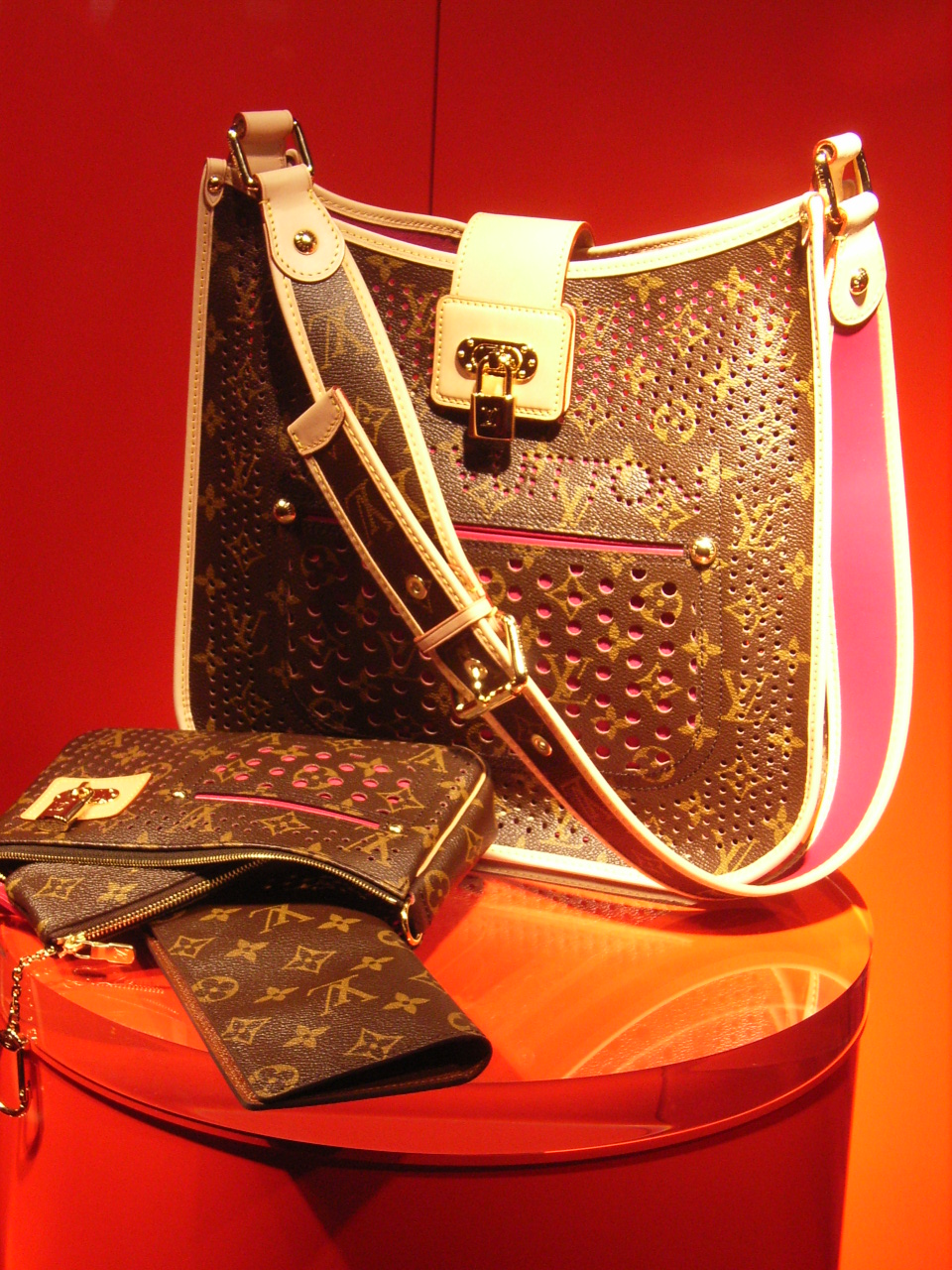
Accessoires van Vuitton

Een luxegoed of secundair goed is een  goed dat niet direct in de eerste levensbehoefte van de consument voorzien, maar waaraan de consument wel een zeker nut onttrekt. Luxegoederen zijn een economisch goed waarnaar bij een stijging van het inkomen een meer dan evenredige stijging ontstaat. Kenmerk van luxegoederen is de aanwezigheid van een drempelinkomen.
Luxegoederen kunnen worden geplaatst tegenover primaire of noodzakelijke goederen. Dit zijn goederen die ook gevraagd worden als er geen inkomen is. Bij een stijging van het inkomen zal er bij noodzakelijke goederen dan ook een minder dan evenredige stijging van de vraag naar dat goed ontstaan. De inkomenselasticiteit van noodzakelijke goederen is, net als die van luxegoederen positief, maar de waarde zal liggen tussen 0 en 1.
Het tegengestelde, een goed waarnaar bij een stijging van het inkomen minder vraag is, is een inferieur goed. Als het inkomen maar voldoende toeneemt, zal bijna elk goed uiteindelijk worden vervangen door een in de ogen van de consument meer gewenst goed. Op dat moment wordt het vervangen goed een inferieur goed, ook als dat goed bij een lager inkomen nog een luxegoed was.
De term luxe in luxegoederen staat los van luxe in de subjectieve betekenis van niet-noodzakelijk belang. Het begrip luxe in de micro-economie geeft slechts de specifieke wijze aan waarop de vraag naar dat goed zich op ontwikkelt bij een verandering van het inkomen van een consument.
Het kenmerken van een primair goed ten opzichte van een secundair goed brengt altijd een zekere mate van arbitrage met zich mee, want wat voor de ene consument aangemerkt kan worden als primair, is voor een ander persoon misschien juist luxe. Het Centraal Bureau voor de Statistiek in Nederland heeft daarom voor haar berekeningen van de Nederlandse kengetallen van de macro-economie een duidelijk onderscheid gemaakt tussen deze twee, om tot bruikbare uitspraken te komen.